# Линия Уоллеса

Линия Уоллеса

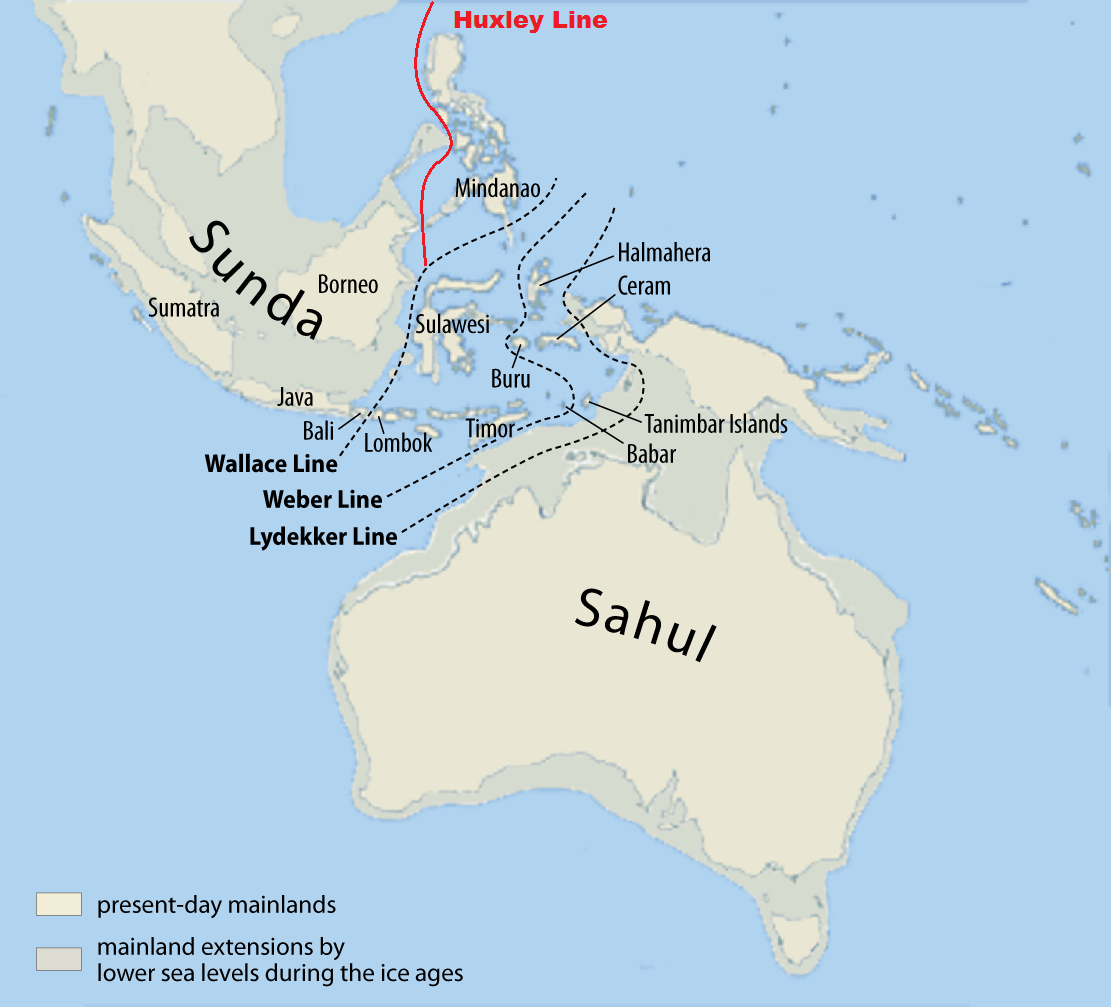
Линия Уоллеса, Сунда и Сахул

Линия Уоллеса — западная граница биогеографической переходной зоны между азиатской и австралийской фауной, пролегает между островами Бали и Ломбок, между Калимантаном и Сулавеси. Названа в честь учёного-биолога Альфреда Рассела Уоллеса, который исследовал острова Индонезии между 1854 и 1862 годами. Первым исследователем, указавшим на существование и местоположение подобной разделительной линии, был, однако, орнитолог Филип Латли Склейтер в 1857 году.
На востоке переходная зона ограничена Линией Лидеккера, отделяющей Молуккские и Малые Зондские острова от Новой Гвинеи. Переходная зона весьма интересна, так как и на суше, и в море в ней встречается множество эндемичных видов. Этот регион охватывает 346 тысяч км² и относится к так называемым Hotspots — ключевым регионам Земли с наибольшим биоразнообразием. Отчасти фауна и флора в нём состоит под серьёзной угрозой исчезновения. К примеру, на острове Сулавеси 62 % обитающих там видов млекопитающих, 27 % птиц, 62 % пресмыкающихся и 76 % земноводных являются эндемиками и находятся под угрозой вымирания. На Сулавеси и восточнее него живут сумчатые (медвежий кускус), родственные австралийским кенгуру и поссумам, в то время как к западу от этого острова, на Калимантане, их не существует.
В эпоху последнего ледникового периода расположенные к западу от линии Уоллеса острова Суматра, Ява, Бали и Калимантан были связаны с азиатским континентом, а некоторые из островов восточнее от неё, в том числе Новая Гвинея — с австралийским. Таким образом, с обеих сторон на острова к востоку от линии Уоллеса могли распространяться обитающие там виды.